# باتس فاغنر
باتس فاغنر (بالإنجليزية: Butts Wagner)‏ هو لاعب كرة قاعدة أمريكي، ولد في 17 سبتمبر 1871، وتوفي في 26 نوفمبر 1928 في بيتسبرغ في الولايات المتحدة.

## وصلات خارجية
- باتس فاغنر على موقعبيزبول رفرنس.كوم (الدوري الرئيسي) (الإنجليزية)
- باتس فاغنر على موقعبيزبول رفرنس.كوم (الدوري الثانوي) (الإنجليزية)